# Wolfe (district électoral)
Pour les articles homonymes, voir Wolfe.
Wolfe est un ancien district électoral provincial du Québec qui a existé de 1890 à 1973.

## Liste des députés

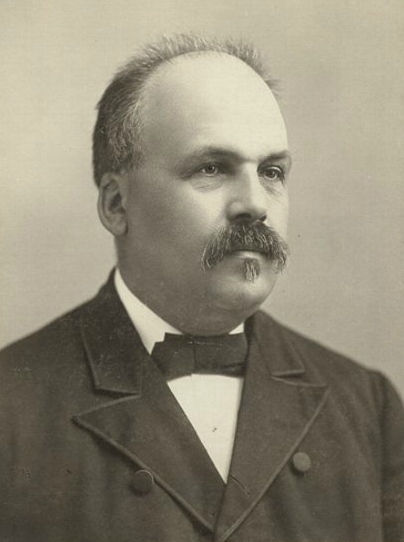
Jérôme-Adolphe Chicoyne est député de Wolfe de 1892 à 1904 pour le Parti Conservateur

| Années | Années      | Député                        | Parti           |
| ------ | ----------- | ----------------------------- | --------------- |
|        | 1890 - 1892 | Jacques Picard                | Conservateur    |
|        | 1892 - 1897 | Jérôme-Adolphe Chicoyne       | Conservateur    |
|        | 1897 - 1900 | Jérôme-Adolphe Chicoyne       | Conservateur    |
|        | 1900 - 1904 | Jérôme-Adolphe Chicoyne       | Conservateur    |
|        | 1904 - 1908 | Napoléon-Pierre Tanguay       | Libéral         |
|        | 1908 - 1912 | Napoléon-Pierre Tanguay       | Libéral         |
|        | 1912 - 1916 | Napoléon-Pierre Tanguay       | Libéral         |
|        | 1916 - 1919 | Napoléon-Pierre Tanguay       | Libéral         |
|        | 1919 - 1921 | Joseph-Eugène Rhéault         | Libéral         |
|        | 1921 - 1923 | Joseph-Pierre-Cyrénus Lemieux | Libéral         |
|        | 1923 - 1927 | Joseph-Pierre-Cyrénus Lemieux | Libéral         |
|        | 1927 - 1931 | Joseph-Pierre-Cyrénus Lemieux | Libéral         |
|        | 1931 - 1933 | Joseph-Pierre-Cyrénus Lemieux | Libéral         |
|        | 1933 - 1935 | Thomas Lapointe               | Libéral         |
|        | 1935 - 1936 | Thomas Lapointe               | Libéral         |
|        | 1936 - 1939 | Henri Vachon                  | Union nationale |
|        | 1939 - 1944 | Thomas Lapointe               | Libéral         |
|        | 1944 - 1948 | Henri Vachon                  | Union nationale |
|        | 1948 - 1952 | Henri Vachon                  | Union nationale |
|        | 1952 - 1956 | Gérard Lemieux                | Libéral         |
|        | 1956 - 1960 | Henri Vachon                  | Union nationale |
|        | 1960 - 1962 | Gérard Lemieux                | Libéral         |
|        | 1962 - 1966 | René Lavoie                   | Union nationale |
|        | 1966 - 1970 | René Lavoie                   | Union nationale |
|        | 1970 - 1973 | René Lavoie                   | Union nationale |